# Ronnie White
Ronald (Ronnie) White (Detroit (Michigan), 5 april 1939 – aldaar, 26 augustus 1995) was een Amerikaans soulzanger en liedjesschrijver.
Hij was een van de oprichters van de muziekgroep The Miracles. De bandleden leerden in 1957 bij een auditie Berry Gordy kennen. Hij regelde voor hen een platencontract bij End Records. In 1958 werd het door Gordy, Smokey Robinson en Billy Davis geschreven liedje "Got a Job" als single uitgebracht. Gordy richtte in 1959 de platenmaatschappij Motown op en kort daarna tekenden de Miracles er een contract.
In 1961 oogstten ze hun eerste succes met "Shop Around". White en Robinson schreven samen het liedje "My guy", dat in 1964 door Mary Wells werd vertolkt en de eerste nummer één-hit werd voor Motown. De Miracles waren verder succesvol met de singles "You've Really Got a Hold on Me", "Mickey's Monkey" (1963) en "Ooh Baby Baby" (1964). In het begin van de jaren zestig ontdekte White Stevie Wonder, liet hem auditeren voor Gordy en speelde zo een belangrijke rol in het begin van diens carrière.
White overleed in 1995 in het Henry Ford Hospital aan de gevolgen van leukemie. Hij was getrouwd met Gloria en had drie kinderen: zoon Ronnie White II en dochters Pamela White DasGupta en de eerder ook aan leukemie overleden Michelle Lynn White.